# Starozagorski bani
Starozagorski bani (bulgariska: Старозагорски бани) är ett distrikt i Bulgarien.   Det ligger i kommunen Obsjtina Stara Zagora och regionen Stara Zagora, i den centrala delen av landet, 180 km öster om huvudstaden Sofia.
Trakten runt Starozagorski bani består till största delen av jordbruksmark. Runt Starozagorski bani är det ganska tätbefolkat, med 155 invånare per kvadratkilometer.